# Alfons Karel Mensdorff-Pouilly
Alfons Karel Mensdorff-Pouilly (celým jménem německy Alfons-Karl Maria Hieronymus Graf von Mensdorff-Pouilly; 20. července 1891 Boskovice – 7. října 1973 Boskovice) byl český šlechtic z rodu Mensdorff-Pouilly a signatář Národnostního prohlášení české šlechty ze září 1939. V době komunistické totality byl perzekvován.

## Život

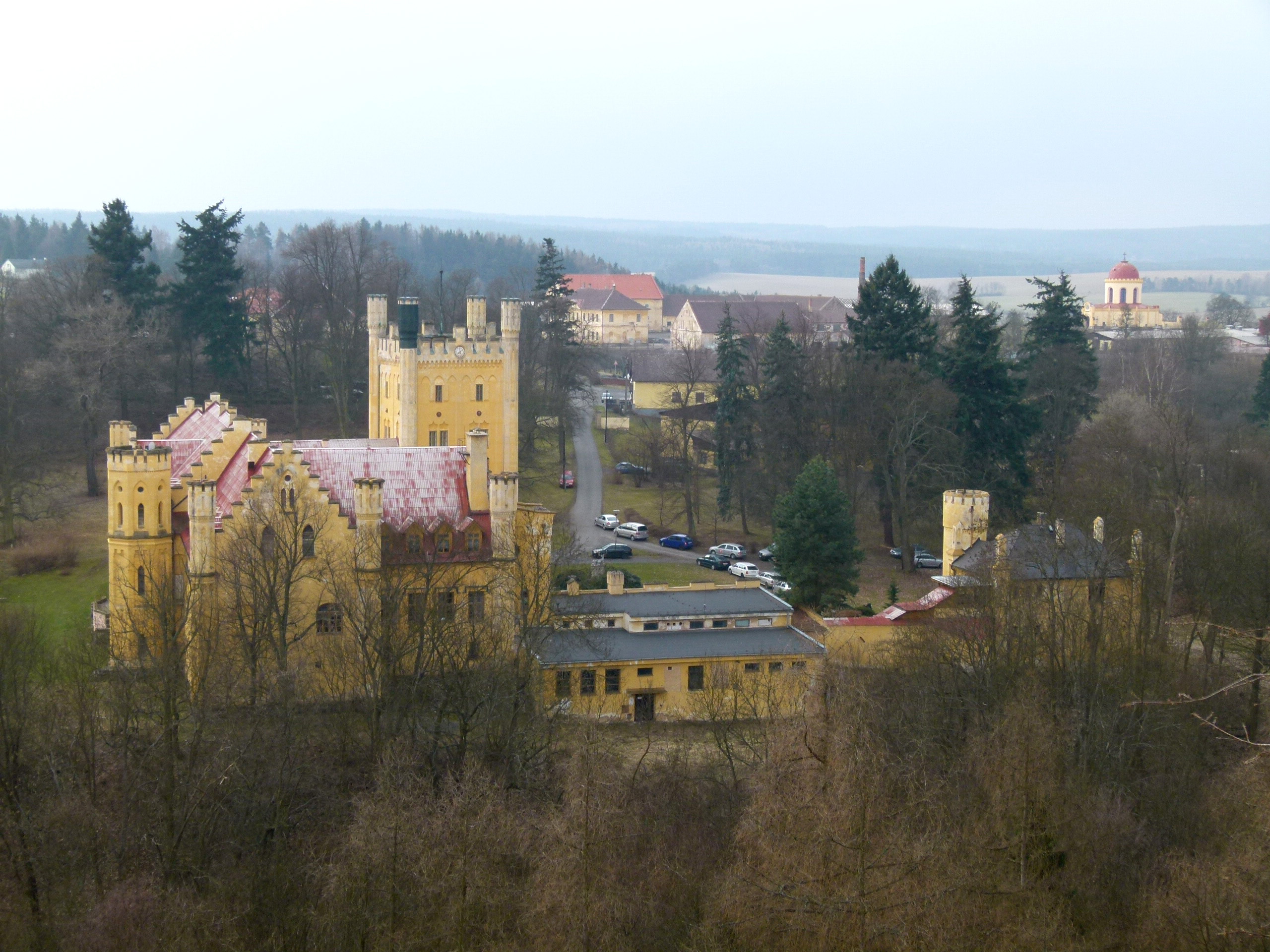
Novogotický zámek Nečtiny a v pozadí vpravo rodová hrobka

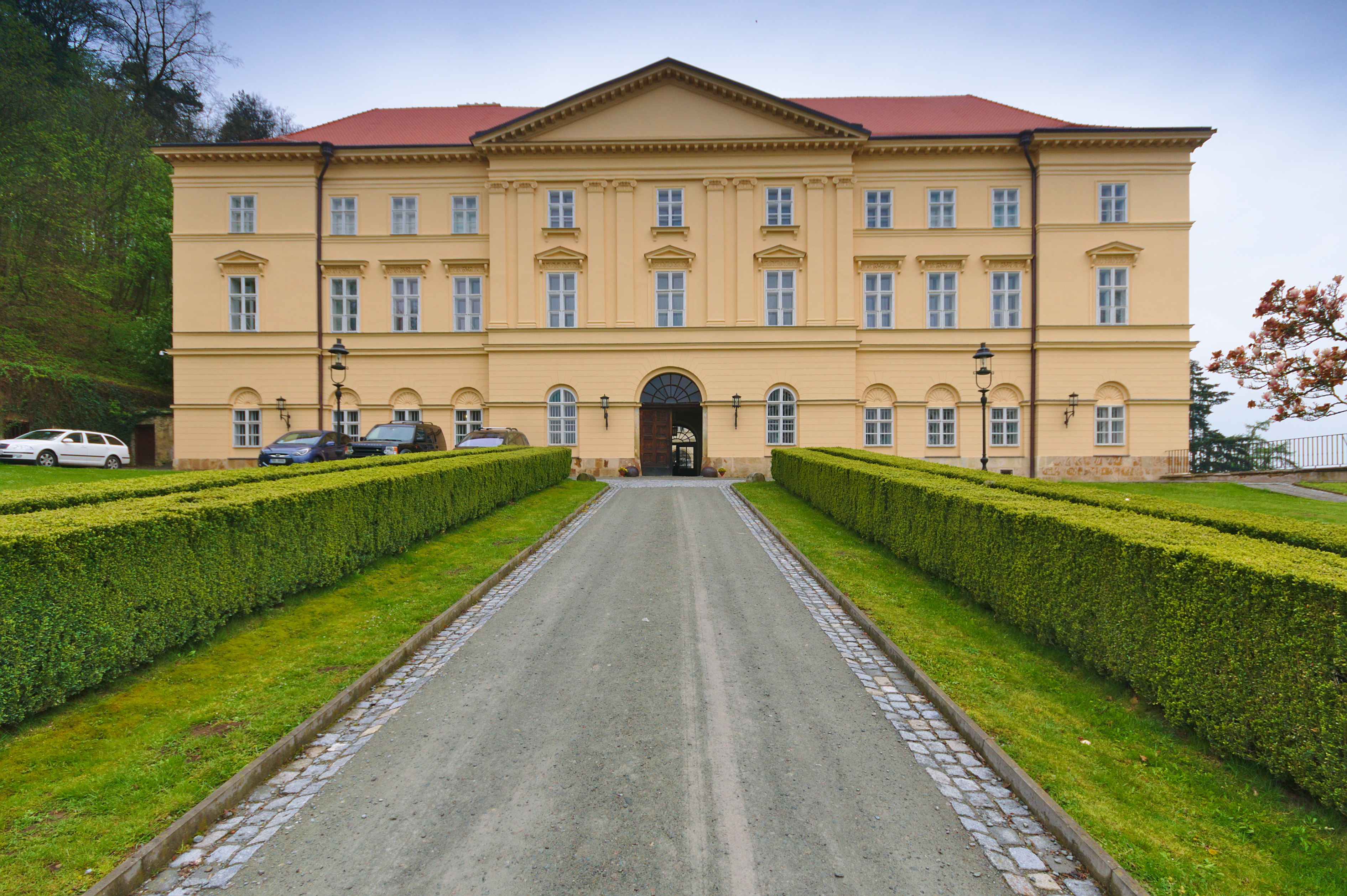
Empírový zámek Boskovice

Narodil se jako první syn Alfonse Vladimíra hrabětě Mensdorff-Pouilly (1864–1935) a jeho manželky Idy, rozené hraběnky Paarové (1867–1945). Měl šest sourozenců. 
V roce 1916 získal čestný úřad císařského komoří. Byl nadporučíkem v záloze.
V roce 1935 zdědil po otci statky Nečtiny v Čechách a Boskovice na Moravě, ale majetek spravoval už od roku 1919.
Doma se u nich mluvilo německy a česky, po německé okupaci v roce 1939 jen česky. Podepsal Národnostní prohlášení české šlechty ze září 1939. Za druhé světové války odmítl přijmout německou národnost. V roce 1942 byla na jeho statky uvalena vnucená správa. Za Heydrichiády byl dokonce na nějaký čas zavřený. Protože se na konci války zapojil do odboje, bez větších komplikací mu byl roce 1945 boskovický majetek navrácen. Zámek Nečtiny byl v roce 1942 převeden na jeho mladší sourozence Eduarda (1900–1966) a Sophii (1904–1998), kteří se hlásili k německé národnosti, a proto byl v roce 1945 znárodněn. V průběhu let 1938–1945 byl na zámku v Boskovicích postupně ubytován štáb československé armády (československý pěší pluk), poté tam byl zřízen lazaret pro důstojníky wehrmachtu a nakonec tam byl v roce 1945 ubytován štáb Rudé armády. Rodina však zámek také po celou dobu obývala.
Mensdorffové se po komunistickém puči pokusili ilegálně emigrovat přes Dunaj do Rakouska v několika vlnách. První utekl v březnu 1948 syn Bedřich (a s ním Henrietta Mladotová), v druhé vlně s pomocí tajné studentské organizace synové Albert a teprve patnáctiletý Jan. Alfons Karel s manželkou Marií a dětmi Hugem a Terezií byli ve třetí vlně zadrženi v Bratislavě a za pokus o nedovolený přechod státních hranic uvězněni na dva týdny. Alfons Karel byl na konci roku 1949 zatčen a internován na dva roky v táboře nucených prací v Hodoníně u Kunštátu a poté v táboře poblíž Pardubic. Ve věku šedesáti let byl propuštěn ze zdravotních důvodů. Vrátil se do Boskovic, kde pracoval v okresní nemocenské pojišťovně a později na místním národním výboru, dále jako dělník (údržba místních komunikací) a skladník. Manželka Marie si přivydělávala pletením svetrů. V roce 1948 byla na majetek uvalena národní správa, v roce 1952 byl veškerý majetek rodiny konfiskován. Směli však dožít ve třech zámeckých místnostech.
Alfons Mensdorff-Pouilly měl rád hudbu a byl silně věřící.
Syn Hugo jako jediný ze synů po celou dobu totality zůstal v Československu. Nejmladší dcera Terezie emigrovala s manželem JUDr. Vladimírem Božkem do Kanady.
Zemřel v roce 1973 a byl pohřben na hřbitově v Boskovicích, kde byla předtím pohřbena i jeho manželka.

## Rodina
Ve Zdounkách se 24. května 1923 oženil s Marií Strachwitzovou (12. 7. 1901 Zdounky – 5. 12. 1971 Boskovice), dcerou Bedřicha Strachwitze (1867–1927) a jeho manželky Karoliny Thurn-Taxisové (1875–1940). Marie byla dámou Řádu hvězdového kříže. Narodilo se jim osm dětí, z nichž tři (Emanuel, Marie a Ida Žofie) od malička trpěly nevyléčitelnou nemocí, proto byly umístěny do ústavu milosrdných sester vincentinek. Zemřely v 50. letech a byly pohřbeny na boskovickém hřbitově.
- 1. Emanuel (21. 4. 1924 Boskovice – 23. 8. 1950 Bruntál)
- 2. Bedřich Karel (24. 6. 1925 Boskovice – 13. 11. 2018 Vídeň)
  - ⚭ I. (civilně 24. 1. 1950 Paříž, církevně 26. 1. 1950 Paříž) Christiane Béranger d'Herbemont (3. 7. 1927 Mouzay, Meuse, Francie – 16. 10. 2001 Cesson, Francie)
  - ⚭ II. (19. 6. 2006 Vídeň) Jitka Friedrichová (2. 6. 1927 Benátky nad Jizerou)
- 3. Albert (1. 10. 1926 Boskovice – 5. 1. 2015 Bad Soden am Taunus, Německo) 
  - ⚭ (17. 5. 1958 Montevideo) Julia Kertész (* 30. 1. 1934 Budapešť)
- 4. Marie (17. 12. 1927 Boskovice – 17. 8. 1954 Šternberk)
- 5. Hugo (24. 10. 1929 Boskovice – 21. 11. 2023 Praha)
  - ⚭ (13. 4. 1963 Praha, rozvedeni 1983) Barbora Poláková (* 26. 1. 1943 Praha)
- 6. Ida (12. 7. 1931 Brno – 24. 8. 1956 Šternberk)
- 7. Jan (4. 1. 1933 Brno – 7. 3. 2020 Punta del Este, Uruguay)
  - ⚭ (30. 7. 1971 Montevideo) Sylvia Maria Chiarino (* 2. 8. 1946 Montevideo)
- 8. Tereza (5. 7. 1934 Brno – 18. 7. 2000 Windsor, Kanada)
  - ⚭ (1. 9. 1962 Brno) Vladimír Božek (3. 8. 1924 Olešnice – 28. 11. 2020 Boskovice)[16]

Po roce 1989 děti majetek v Boskovicích restituovaly.